# Zara Phillips
Pour les articles homonymes, voir Phillips.
Zara Phillips (Zara Tindall depuis son mariage en 2011), née  le 15 mai 1981 à Londres, est une cavalière professionnelle et membre de la famille royale britannique.
Elle a notamment été championne du monde de concours complet en individuel avec Toytown lors des Jeux équestres mondiaux à Aix-la-Chapelle en 2006, et vice-championne olympique par équipe à Londres en 2012.

## Biographie

### Naissance et baptême
Zara Anne Elizabeth Phillips est née au St Mary's Hospital de Paddington à Londres. Elle est la fille de la princesse Anne du Royaume-Uni et du capitaine Mark Phillips. Elle a un frère aîné, Peter. Zara est la deuxième née des petits-enfants de la reine Élisabeth II et du prince Philip.
Baptisée le 27 juillet 1981 au palais de Buckingham à Londres, elle a pour parrains et marraines :
- le prince Andrew, duc d'York (son oncle maternel)
- Andrew Parker Bowles (premier mari de Camilla Parker Bowles et ex-petit ami de sa mère)
- Hugh Thomas
- Leonora Anson, comtesse de Lichfield
- Helen Stewart (femme de Jackie Stewart).

Son prénom inhabituel surprend alors dans les milieux royaux, n'étant ni un prénom chrétien, ni un prénom habituellement utilisé dans la famille royale britannique. Il est apparemment choisi par son oncle, le prince Charles. La princesse Anne se rappelle : « Le bébé est arrivé de façon plutôt soudaine et positive, et mon frère a pensé que Zara (un nom grec signifiant « lumineux comme l'aube ») était un nom approprié ».
Lors du mariage de ses parents, son père avait refusé la pairie que lui offrait la reine en guise de « cadeau de mariage » et il ne sera donc jamais anobli. En conséquence, Zara et son frère aîné Peter, ainsi que leur descendance, ne sont pas éligibles au titre d'altesse royale, mais figurent en revanche dans l'ordre de succession pour le trône britannique, après leurs oncles, cousins et cousines et elle participe régulièrement à des événements royaux comme le Meeting Royal d'Ascot, le Trooping the Colour ou la messe de Pâques au château de Windsor.

### Éducation
Zara Phillips commence son cursus scolaire à Port Regis Prep School dans le Dorset puis au pensionnat de Gordonstoun en Écosse (même pensionnat dans lequel ont étudié plusieurs membres de la famille royale tels que son grand père le prince Philip et ses oncles le prince Charles, le prince Andrew et le prince Edward). Après avoir réussi ses A-level, elle prend une année sabbatique et passe trois mois en Australie et en Nouvelle-Zélande. Alors qu'elle se trouve à Sydney, Zara Phillips passe son temps avec des amis de ses parents et travaille, entre autres, comme machiniste sur une production australienne, Le Roi et moi.
Zara Phillips a toujours attiré l'attention de la presse britannique, non seulement du fait qu'elle soit l'aînée des petites-filles de la reine Élisabeth II, mais également du fait de sa nature vive et enjouée. Ses piercings à la langue et au nombril à 17 ans, mais surtout la « mise aux enchères » d'elle-même - adjugée au bout de vingt minutes, pour 40 000 euros, lors d'une vente de charité -, lui valent d'être qualifiée de « Royal rebel »[Par qui ?].
Lors de son retour en Angleterre, elle s'inscrit à l'université d'Exeter, dans le sud-ouest du pays, où elle obtient son diplôme de physiothérapie équine.

### Équitation

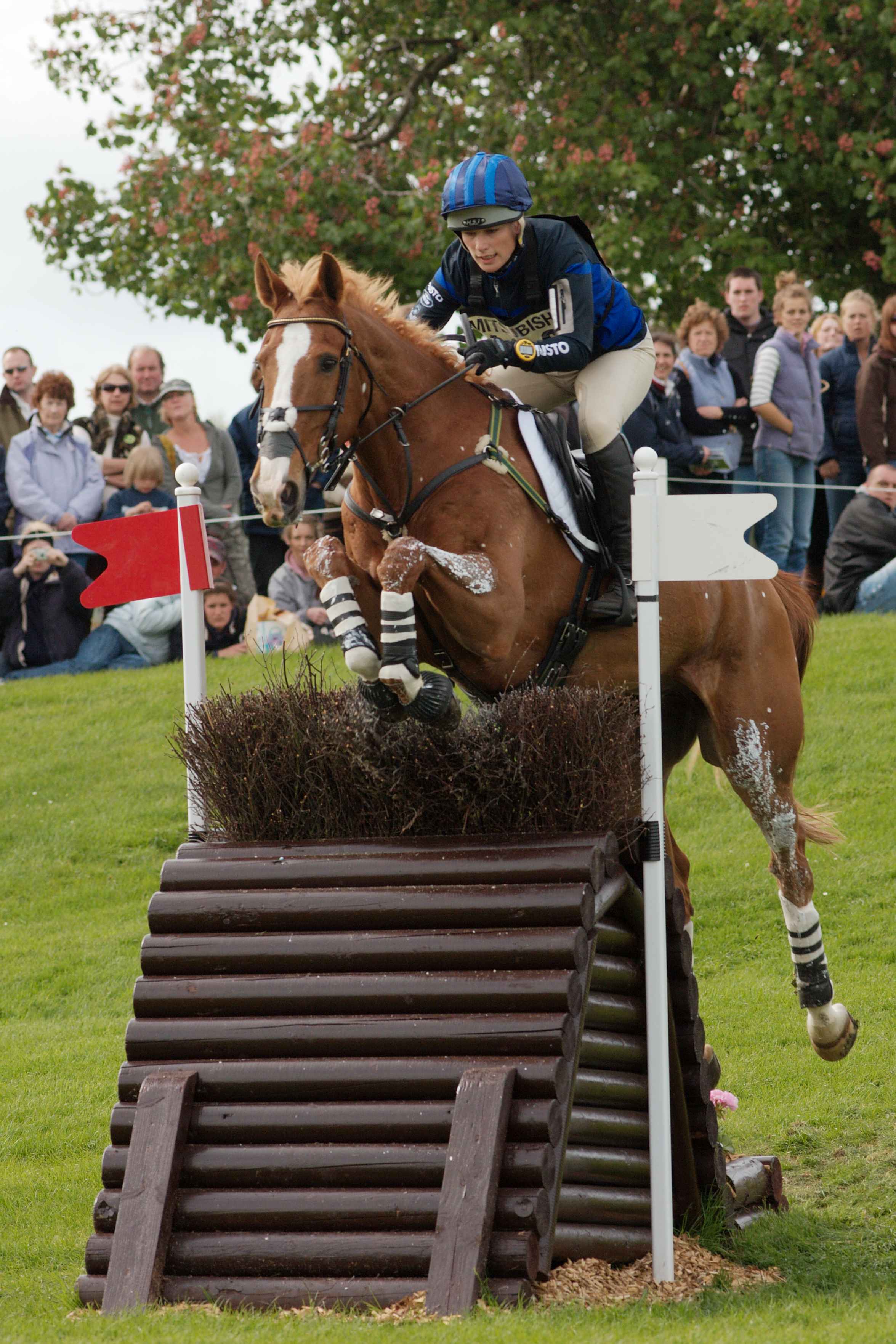
Zara Phillips et Toytown en 2009.

Suivant la voie tracée par ses deux parents, Zara Phillips est une cavalière accomplie. Mais, contrairement à ses parents, elle a choisi d'être aussi indépendante que possible quant au financement de sa carrière et s'appuie essentiellement sur des ressources externes. En juin 2003, elle annonce avoir conclu avec Cantor Index, une société spécialisée dans les paris, son premier accord de sponsoring qui se poursuit toujours. En 1999, elle achète ToyTown, un cheval primé de 7 ans, avec l'aide financière de son père, Mark Phillips, et de sa belle-mère, Sandy Pflueger. C'est également avec leur aide qu'elle l'entraîne pour l'emmener au niveau qu'il a aujourd'hui. Selon Zara Phillips, dans une interview après sa victoire au palais de Blenheim le 10 septembre 2005 : « Je l'ai acheté [Toytown] quand il avait sept ans et nous nous sommes mutuellement transformés de novices en champions. Ainsi, il y a une grande confiance entre nous, et ça se voit — il a été bon d'un bout à l'autre ».
Lors d'une finale très serrée au Burghley Horse Trials de 2003, elle ne peut faire mieux que deuxième face à Pippa Funnell. Malheureusement, Toytown souffre d'une blessure à la jambe lors de l'hiver 2003 empêchant Zara Phillips de participer aux Jeux olympiques de 2004 à Athènes. Bien qu'elle monte d'autres chevaux, aucun n'a l'expérience de Toytown ; en conséquence elle n'est pas retenue dans la sélection britannique. En 2005, elle fait aussi bien que sa mère en remportant le titre individuel au championnat d'Europe de concours complet. Elle remporte également le titre par équipe avec l'équipe britannique.
En 2006, elle décroche l'or en individuel et l'argent par équipe lors des Jeux équestres mondiaux à Aix-la-Chapelle devenant ainsi championne du monde de concours complet, toujours avec Toytown.
Zara Phillips est retenue lors de la sélection olympique, mais elle doit renoncer à participer aux Jeux olympiques de 2008 à Pékin. Toytown s'est en effet blessé à l'entraînement et elle n'a pas de cheval de remplacement.
En 2008, lors de l'épreuve des Étoiles de Pau, la première compétition quatre étoiles de concours complet d'équitation en France, elle est victime d'une grave chute avec son cheval Tsunami II. Elle a la clavicule fracturée ; le cheval a le cou rompu et il est euthanasié à la clinique vétérinaire.
Zara Phillips est nommée membre de l'ordre de l'Empire britannique en 2007 pour services rendus au sport équestre.
Elle participe aux Jeux olympiques de Londres, où elle obtient une médaille d'argent par équipe et une 8e place au classement individuel avec High Kingdom.

## Palmarès et résultats

### Jeux olympiques
| Discipline / Année           | Londres 2012      |
| Concours complet par équipes | Argent 138,20 pts |

### Championnats du monde
| Épreuve                      | Édition              | Édition | Édition |
| Épreuve                      | Aix-la-Chapelle 2006 |         |         |
| Concours complet             | Or 46,70 pts         |         |         |
| Concours complet par équipes | Argent 180,00 pts    |         |         |

### Championnats d'Europe
| Épreuve                      | Édition       | Édition                 | Édition |
| Épreuve                      | Blenheim 2005 | Pratoni del Vivaro 2007 |         |
| Concours complet             | Or            | -                       |         |
| Concours complet par équipes | Or            | Or                      |         |

## Vie personnelle

### Mariage et enfants

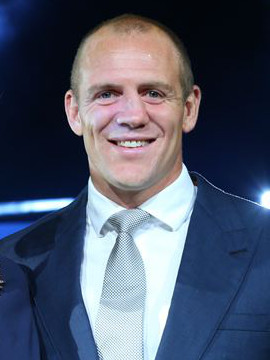
Mike Tindall en 2005.

Le 21 décembre 2010, Buckingham Palace annonce les fiançailles de Zara Phillips avec Mike Tindall. Leur mariage a lieu en l'église de Canongate à Édimbourg le 30 juillet 2011 en présence d'une grande partie de la famille royale dont la reine et le prince Philip. 
Mike Tindall, membre de l'ordre de l'Empire britannique, est un joueur de rugby à XV international anglais, qui évolue au poste de centre tant en sélection nationale qu'au sein de l'effectif de Gloucester.
Le couple se fréquente depuis novembre 2003, date à laquelle ils se rencontrent en Australie après la demi-finale victorieuse de l'Angleterre en Coupe du monde contre la France. Quelques jours plus tard, les Anglais s'imposent en finale et Mike Tindall devient champion du monde.
En 2009, ils achètent ensemble une maison dans le Gloucestershire où ils décident de vivre.
En 2013, avant la naissance de leur fille ainée, ils emménagent dans une maison sur la propriété de la princesse Anne, Gatcombe Park. 
Zara et Mike Tindall sont les parents de trois enfants :
- Mia Grace Tindall, née le 17 janvier 2014 au Gloucestershire Royal Hospital. Elle était l'une des demoiselles d'honneur au mariage de la princesse Eugenie en octobre 2018. Son parrain est le prince William ;
- Lena Elizabeth Tindall, née le 18 juin 2018 dans le Gloucestershire. Son parrain est le prince Harry ;
- Lucas Philip Tindall, né le 21 mars 2021 à Gatcombe Park[14]. Il a été baptisé le 21 novembre 2021 dans la Chapelle royale de tous les saints à Windsor en même temps qu'August Brooksbank, fils de la princesse Eugenie, et en présence de la reine Elizabeth.

Après la naissance de son premier enfant, Zara Tindall a fait deux fausses couches, dont l'une pour laquelle la naissance avait été annoncée pour 2017.
Depuis le 22 janvier 2025, Zara Phillips occupe la 22e place dans l'ordre de succession au trône britannique ; Mia est 23e, Lena 24e et Lucas 25e.

### Revenus
Contrairement à ses cousins, Zara ne bénéficie d'aucun titre de noblesse et d'aucun revenu royal. C'est la volonté de sa mère, qui voulait que ses enfants puissent vivre leur vie. Aussi Zara peut choisir ses activités sans avoir la permission du roi.
Outre son contrat avec comme partenaire Cantor Index, elle honore un engagement commercial avec la marque d'horlogerie suisse de luxe Rolex pour une valeur de 100 000 livres, sans compter les cadeaux comme le modèle Oyster Perpetual Lady-Datejust d'une valeur de 6 000 livres, qu'elle porte. Avec la banque HSBC, elle signe un accord en 2007 pour une valeur de 90 000 livres par an. Elle participe à des réceptions au profit d'organismes de charité.
Elle fait également la promotion du constructeur Land Rover et reçoit des véhicules à titre gracieux.
Zara Phillips a monté une écurie, pour prendre soin de 12 chevaux à Gatcombe Park, dans le Gloucestershire.